# Garrett (Washington)
Garrett és una concentració de població designada pel cens dels Estats Units a l'Estat de Washington. Segons el cens del 2000 tenia 1.022 habitants.

## Demografia
Segons el cens del 2000, Garrett tenia 1.022 habitants, 407 habitatges, i 291 famílies. La densitat de població era de 186,1 habitants per km².
Dels 407 habitatges en un 31,2% hi vivien nens de menys de 18 anys, en un 62,9% hi vivien parelles casades, en un 6,1% dones solteres, i en un 28,5% no eren unitats familiars. En el 24,8% dels habitatges hi vivien persones soles el 12% de les quals corresponia a persones de 65 anys o més que vivien soles. El nombre mitjà de persones vivint en cada habitatge era de 2,51 i el nombre mitjà de persones que vivien en cada família era de 2,98.
Per edats la població es repartia de la següent manera: un 25% tenia menys de 18 anys, un 4,9% entre 18 i 24, un 24,6% entre 25 i 44, un 26,8% de 45 a 60 i un 18,8% 65 anys o més.
L'edat mediana era de 43 anys. Per cada 100 dones de 18 o més anys hi havia 93,2 homes.
La renda mediana per habitatge era de 38.750 $ i la renda mediana per família de 48.203 $. Els homes tenien una renda mediana de 38.854 $ mentre que les dones 24.643 $. La renda per capita de la població era de 18.895 $. Aproximadament el 3,3% de les famílies i el 8% de la població estaven per davall del llindar de pobresa.

## Poblacions properes
El següent diagrama mostra les poblacions més properes.